# Onteigening
Onteigening is de gedwongen overdracht van het eigendomsrecht van particulieren aan de overheid. Onteigening moet worden onderscheiden van confiscatie of beslag. Confiscatie wordt toegepast op goederen waarmee een strafbaar feit is begaan. Het principe van de onteigening is al erg oud. Koning Erišum I van Assur paste het zo'n kleine vierduizend jaar geleden al toe. Bij een landhervorming wordt soms tot onteigening overgegaan.

## Onteigening in België
Het Nationaal Congres, de Belgische revolutionaire grondwetgevende vergadering van 1830/1831, nam in de Belgische Grondwet een artikel op in verband met onteigeningen door de overheid. Sinds de coördinatie van de Grondwet in 1994 is dit artikel 16.

Niemand kan van zijn eigendom worden ontzet dan ten algemenen nutte, in de gevallen en op de wijze bij de wet bepaald en tegen billijke en voorafgaande schadeloosstelling.
— Artikel 16 van de Belgische Grondwet.

Hieruit ontleent men vijf voorwaarden:
- de onteigening moet gebeuren in het algemeen belang;
- de onteigening moet gebeuren in de gevallen bij wet[noot 1] bepaald;
- de onteigening moet gebeuren op de wijze bij wet[noot 1] bepaald;
- de onteigening moet gebeuren tegen een integrale schadevergoeding;
- de onteigening mag slechts gebeuren als ze noodzakelijk is.

Naar aanleiding van de zesde staatshervorming zijn de gewesten sinds 1 juli 2014 bevoegd voor het bepalen van de onteigeningsprocedure, met uitzondering van de onteigeningen door de federale overheid (art. 6quater Bijzondere wet van 11 augustus 1980 tot hervorming der instellingen (BWHI)).

### Federale regelgeving
Op federaal niveau zijn er drie wetten omtrent de onteigening. Het gaat om:
- de wet van 17 april 1835 op de onteigening ten algemene nutte (Gewone Onteigeningswet);[2]
- de wet van 10 mei 1926 tot instelling van een rechtspleging bij dringende omstandigheden inzake onteigening ten algemeenen nutte (Onteigeningswet Dringende Omstandigheden);[3]
- de wet van 26 juli 1962 betreffende de rechtspleging bij hoogdringende omstandigheden inzake onteigening ten algemenen nutte (Onteigeningswet Hoogdringende Omstandigheden).[4]

Meestal wordt de wet van 1962 toegepast. Hierbij is het een federale administratieve overheid die beslist tot onteigening, meestal via een koninklijk of een ministerieel besluit. Tegen deze eenzijdige bestuurlijke rechtshandeling kan een annulatieberoep worden ingesteld bij de Raad van State, afdeling bestuursrechtspraak. De gerechtelijke procedure op basis van de wet van 1962 begint bij de vrederechter: hij dient vooreerst de interne en externe wettigheid van de onteigening na te gaan. Pas wanneer de vrederechter de onteigening wettigt, dient hij de onteigeningsvergoeding te bepalen. Hij kan zich niet over de opportuniteit van de onteigening zelf uitspreken, want daarover beslist de politieke overheid.
In België is na het vonnis van de vrederechter hoger beroep mogelijk. Dit moet worden ingesteld bij de rechtbank van eerste aanleg. In principe wordt hier de ganse procedure volledig hernomen. In uitzonderlijke gevallen is nadien nog cassatieberoep mogelijk.

### Gewestelijke regelgeving
Na de zesde staatshervorming zijn in de gewesten regels opgesteld omtrent onteigeningen. Voorlopig hebben twee gewesten eigen regelgeving uitgevaardigd. Het gaat om:
- het Vlaamse decreet van 24 februari 2017 betreffende onteigening voor het algemeen nut (Vlaams Onteigeningsdecreet);[5]
- het Waalse decreet van 22 november 2018 betreffende de onteigeningsprocedure.[6]

## Onteigening in Nederland
Als grond wordt onteigend, wordt alles wat daar vast op staat eigendom van de overheid. Er gelden andere regels voor roerende goederen als woonschepen of woonarken. Onteigening kan alleen plaatsvinden indien het voorstel voldoet aan een aantal criteria, waaronder:

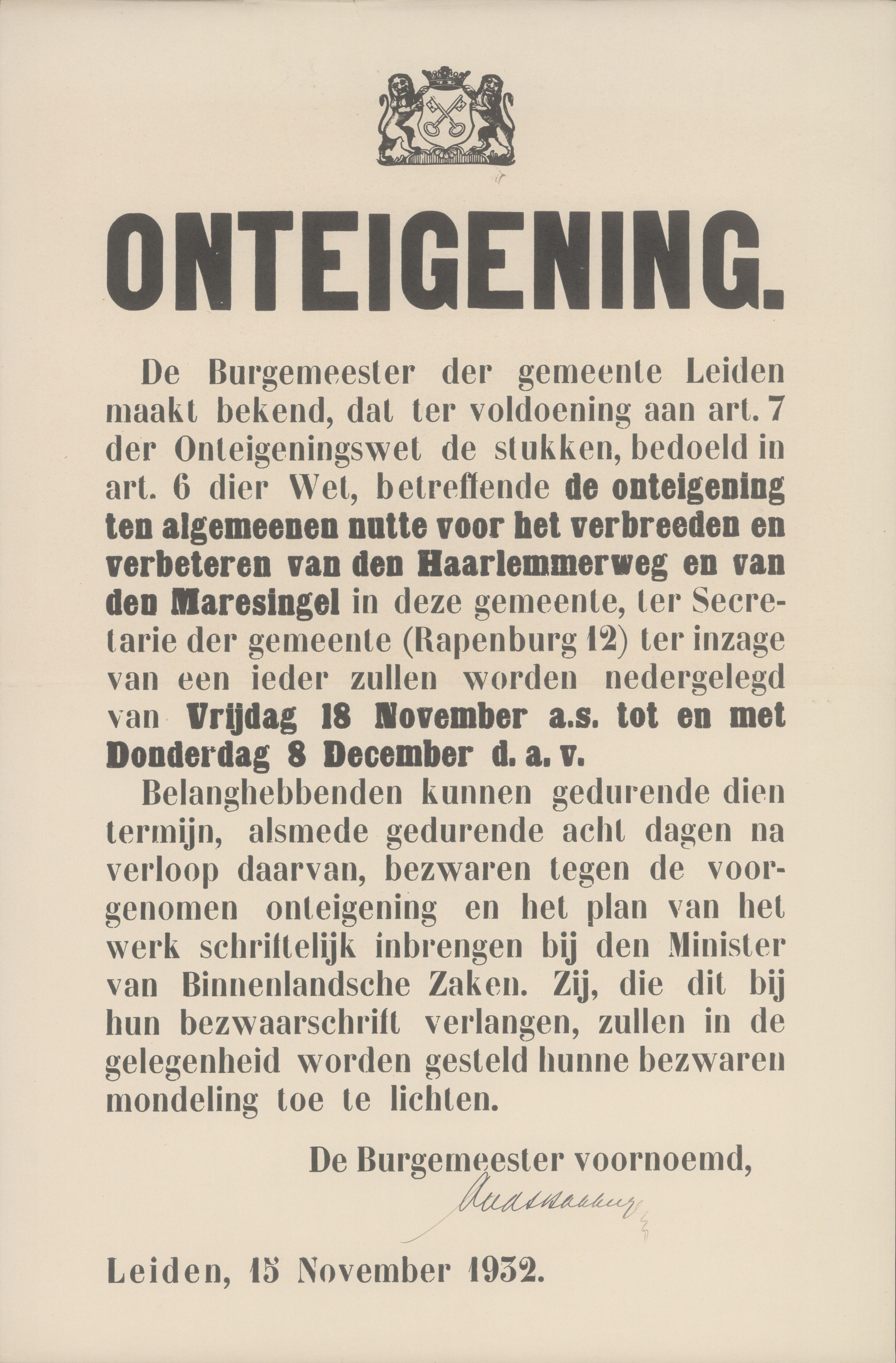
Onteigening uit algemeen belang (Leiden, 1932)

- algemeen belang: dit moet aantoonbaar gediend worden door de onteigening en het betreffende belang kan niet op een andere manier gerealiseerd worden
- minnelijke schikking: de gemeente kan alleen een verzoek tot onteigening indienen als men eerst aantoonbaar heeft geprobeerd het stuk grond op de normale manier te verkrijgen (via minnelijke schikking, ofwel het kopen van de grond van de huidige eigenaar)
- het recht op 'zelfrealisatie': als de eigenaar van de grond aannemelijk kan maken dat hij de nieuwe, door de overheid gewenste bestemming zelf wil en kan realiseren wordt de grond niet onteigend. Als zijn plannen echter te veel afwijken van hetgeen de overheid wil, kan die de rechter toch vragen om te onteigenen.

Grond kan worden onteigend in verschillende situaties. De meest voorkomende zijn: 
- voor de aanleg van infrastructurele werken als wegen, bruggen, spoorwegen en vaarwegen
- voor ruimtelijke ontwikkeling en volkshuisvesting. Daarmee worden nieuwe woningen, kantoren en openbare voorzieningen bedoeld.

Als wordt besloten tot onteigening moet de voormalige eigenaar een goede schadevergoeding ontvangen. De eigenaar mag door onteigening niet achteruitgaan in inkomen of vermogenspositie. De juiste hoogte van deze vergoeding is niet altijd gemakkelijk vast te stellen, omdat het niet eenduidig in cijfers is uit te drukken hoeveel schade iemand lijdt, of hoeveel de overgenomen gronden waard zijn. De overheid moet op zijn minst een bestemmingsplan voor het beoogde gebied of een concreet bouwplan klaar hebben.
Als een eigenaar het niet eens is met de onteigeningsplannen zal de gemeente (of andere overheid) eerst proberen met de eigenaar tot een oplossing te komen in de vorm van een schadevergoeding voor de grond en de kosten. Lukt dat niet, dan start de gemeente de onteigeningsprocedure. Die bestaat uit een administratieve procedure en een gerechtelijke procedure. Gedurende de administratieve procedure verzoekt de gemeenteraad aan de Kroon het besluit tot onteigening te nemen. Gedurende de terinzagelegging van het ontwerp-koninklijk besluit, kunnen belanghebbenden zienswijzen bij de Kroon kenbaar maken. Uiterlijk 6 maanden na de terinzagelegging volgt het koninklijk besluit tot onteigening.
Na de administratieve procedure volgt de gerechtelijke procedure bij de rechtbank. Als de rechter op verzoek van de gemeente een onteigeningsvonnis uitspreekt, bekrachtigt hij in feite alleen de administratieve onteigeningsbeslissing en wordt de grond daadwerkelijk onteigend. De rechter stelt dan de vergoeding vast die de gemeente aan de eigenaar moet betalen. Tegen het vonnis van de rechter is in Nederland cassatie mogelijk bij de Hoge Raad.
De schadeloosstelling wordt altijd bepaald in geld. De overheid kan de eigenaar eventueel vervangende grond aanbieden. De schadeloosstelling is in ieder geval zo groot als de waarde van het bezit. Daarnaast bestaat een vergoeding voor waardevermindering van het overblijvende bezit en voor bijkomende kosten als verhuiskosten en inkomensschade.
Onteigening vindt altijd plaats op basis van het gehele bezit. In steden is echter steeds vaker alleen een gedeelte hiervan noodzakelijk. Bij aanleg van een tunnel kan bijvoorbeeld alleen de kelder van een gebouw nodig zijn. In 2003 onderzocht een werkgroep vanuit diverse ministeries hoe de onteigeningsprocedure aangepast kon worden. Daarbij werd ook gezocht naar een wijze waarop de overheid ondergronds zou kunnen onteigenen. 
Voor woonschepen geldt: als in een later stadium daadwerkelijk over de woonark c.a. moet worden beschikt om de aanleg van een weg enz. mogelijk te kunnen maken en in de tussentijd nog geen overeenstemming is bereikt of mogelijk blijkt, dan zou een overheidsinstantie normaal gesproken tot gerechtelijke onteigening overgaan. Aangezien een woonschip weliswaar een registergoed is, maar geen onroerende zaak, zal onteigening niet mogelijk zijn. De overheidsinstantie zal dan de vergunningverlenende instantie verzoeken de ligplaatsvergunning op basis van het algemeen belang in te trekken. Een dergelijke procedure is wel degelijk "bestuursrechtelijk"; bezwaar, beroep en hoger beroep is dan mogelijk. Ook kan de aangeboden/verschuldigde schadeloosstelling door de rechter worden getoetst/vastgesteld worden.
Zie ook de Interventiewet.